# Obaga de Ponet
L'Obaga de Ponet és una obaga del terme municipal de Castell de Mur, dins de l'antic terme de Guàrdia de Tremp, al Pallars Jussà. Es troba en territori de Guàrdia de Noguera.
És a la dreta de la llau de Mascaró, al nord-est de Coscolloles. És davant i al sud de la Solana de Mascaró, a llevant de l'Obac del Pui. A l'extrem de llevant es troben les Costes.